# Zhuang dao zheng
Zhuang dao zheng (小姐撞到鬼 o 撞到正), comercialitzada en anglès com The Spooky Bunch és una pel·lícula de Hong Kong del 1980 dirigida per Ann Hui.

## Sinopsi
La pel·lícula tracta sobre una companyia d'òpera cantonesa que arriba a l'illa de Cheung Chau per fer un espectacle a petició d'un home ric, el senyor Ma, que insisteix en això i Ah Chi (Josephine Siao), la seva actriu secundària de segon nivell, pren el paper principal a la pel·lícula. El Sr. Ma també convida el seu nebot Dick Ma (Kenny Bee) a l'illa per veure l'espectacle. Ell espera que, arranjant això, el seu nebot es casarà amb l'Ah Chi perquè la seva maledicció familiar feta per l'avi d'Ah Chi a aquest avi pugui ser alliberada.

## El repartiment inclou
- Kenny Bee - Dick
- Olivia Cheng - (credited as Meng-Har Cheng)
- Cheung Kam
- Kwan Chung
- Lau Hark-Sun - (acreditat com Kexuan Liu)
- Tina Lau
- Josephine Siao - Ah Gee
- Zheng Mengxia - (acrecitat com Mang-ha Cheung)